# Lista över Sveriges damlandskamper i fotboll per motståndare
Lista över Sveriges damlandskamper i fotboll per motståndare är en sorterbar lista över alla de landslag som det svenska damlandslaget har mött genom tiderna, till och med 2021.
Matcher vunna på walkover är inte med, till exempel Sveriges hemmamatch mot Danmark i VM-kvalet 2017.

## Förklaring
Listan är sorterbar per motståndare. Genom att klicka på [Visa] visas alla landskamper mellan Sverige och motståndaren.
| Förklaring kolumnrubriker                                           | Förklaring kolumnrubriker                                                                      |
| ------------------------------------------------------------------- | ---------------------------------------------------------------------------------------------- |
| Motståndare                                                         | Landslag som Sverige har mött                                                                  |
| M                                                                   | Spelade matcher                                                                                |
| V                                                                   | Vinster för Sverige                                                                            |
| O                                                                   | Oavgjorda matcher                                                                              |
| F                                                                   | Förluster för Sverige                                                                          |
| Δ                                                                   | Antal svenska segrar − antal svenska förluster                                                 |
| Mål                                                                 | Gjorda mål–Insläppta mål totalt efter ordinarie tid och eventuell förlängning                  |
| ±                                                                   | Målskillnad                                                                                    |
| Förklaring kolumnrubriker uppvikta tabeller för respektive landslag |                                                                                                |
| Datum                                                               | År-månad-dag då matchen spelades                                                               |
| Spelort                                                             | Ort där matchen spelades                                                                       |
| Turnering                                                           | Turnering som matchen spelades i – om tom är det en vänskapsmatch                              |
| Res                                                                 | Gjorda mål–Insläppta mål efter ordinarie tid och eventuell förlängning                         |
| Str                                                                 | Gjorda mål–Insläppta mål efter straffar (endast om matchen har gått till straffsparksläggning) |

## Lista
| Argentina  | Argentina | Argentina | Argentina | Argentina |
| Datum      | Spelort   | Turnering | Res       | Str       |
| ---------- | --------- | --------- | --------- | --------- |
| 2008-08-09 | Tianjin   | OS        | 01–00     |           |

| Australien | Australien      | Australien | Australien | Australien |
| Datum      | Spelort         | Turnering  | Res        | Str        |
| ---------- | --------------- | ---------- | ---------- | ---------- |
| 1995-05-27 | Helsingborg     |            | 05–00      |            |
| 1997-08-06 | Östersund       |            | 00–10      |            |
| 1999-03-20 | Montechoro      |            | 01–10      |            |
| 1999-06-23 | Washington D.C. | VM         | 03–10      |            |
| 2000-01-07 | Sydney          |            | 02–00      |            |
| 2000-09-16 | Sydney          | OS         | 01–10      |            |
| 2003-02-01 | Canberra        |            | 03–10      |            |
| 2004-08-20 | Volos           | OS-kvart   | 02–10      |            |
| 2011-07-10 | Augsburg        | VM-kvart   | 03–10      |            |
| 2015-06-17 | Edmonton        | VM         | 01–10      |            |
| 2017-03-01 | Albufeira       |            | 01–00      |            |
| 2021-06-15 | Kalmar          |            | 00–00      |            |
| 2021-07-24 | Saitama         | OS         | 04–20      |            |
| 2021-08-02 | Yokohama        | OS-semi    | 01–00      |            |

| Azerbajdzjan | Azerbajdzjan | Azerbajdzjan | Azerbajdzjan | Azerbajdzjan |
| Datum        | Spelort      | Turnering    | Res          | Str          |
| ------------ | ------------ | ------------ | ------------ | ------------ |
| 2009-10-24   | Baku         | VM-kval      | 03–00        |              |
| 2010-06-23   | Göteborg     | VM-kval      | 17–00        |              |

| Belarus    | Belarus    | Belarus   | Belarus | Belarus |
| Datum      | Spelort    | Turnering | Res     | Str     |
| ---------- | ---------- | --------- | ------- | ------- |
| 2005-09-24 | Skellefteå | VM-kval   | 06–00   |         |
| 2006-06-18 | Minsk      | VM-kval   | 06–00   |         |

| Belgien    | Belgien   | Belgien   | Belgien | Belgien |
| Datum      | Spelort   | Turnering | Res     | Str     |
| ---------- | --------- | --------- | ------- | ------- |
| 1985-10-09 | Jönköping | EM-kval   | 05–00   |         |
| 1986-10-01 | Aalst     | EM-kval   | 02–10   |         |
| 2009-09-23 | Göteborg  | VM-kval   | 02–10   |         |
| 2009-10-28 | Leuven    | VM-kval   | 04–10   |         |

| Bosnien och Hercegovina | Bosnien och Hercegovina | Bosnien och Hercegovina | Bosnien och Hercegovina | Bosnien och Hercegovina |
| Datum                   | Spelort                 | Turnering               | Res                     | Str                     |
| ----------------------- | ----------------------- | ----------------------- | ----------------------- | ----------------------- |
| 2013-10-26              | Zenica                  | VM-kval                 | 01–00                   |                         |
| 2014-09-13              | Göteborg                | VM-kval                 | 03–00                   |                         |

| Brasilien  | Brasilien      | Brasilien | Brasilien | Brasilien |
| Datum      | Spelort        | Turnering | Res       | Str       |
| ---------- | -------------- | --------- | --------- | --------- |
| 1991-11-21 | Panyu          | VM        | 02–00     |           |
| 1995-06-05 | Helsingborg    | VM        | 00–10     |           |
| 2000-09-13 | Melbourne      | OS        | 00–20     |           |
| 2003-10-01 | Foxborough     | VM-kvart  | 02–10     |           |
| 2004-08-23 | Patras         | OS-semi   | 00–10     |           |
| 2009-04-25 | Göteborg       |           | 03–10     |           |
| 2013-06-19 | Stockholm      |           | 01–10     |           |
| 2015-03-06 | Lagos          |           | 00–20     |           |
| 2016-08-07 | Rio de Janeiro | OS        | 01–50     |           |
| 2016-08-16 | Rio de Janeiro | OS-semi   | 00–00     | 4–3       |

| Chile      | Chile   | Chile     | Chile | Chile |
| Datum      | Spelort | Turnering | Res   | Str   |
| ---------- | ------- | --------- | ----- | ----- |
| 2019-06-11 | Rennes  | VM        | 02–00 |       |

| Colombia   | Colombia   | Colombia  | Colombia | Colombia |
| Datum      | Spelort    | Turnering | Res      | Str      |
| ---------- | ---------- | --------- | -------- | -------- |
| 2011-06-28 | Leverkusen | VM        | 01–00    |          |

| Danmark    | Danmark                    | Danmark    | Danmark | Danmark |
| Datum      | Spelort                    | Turnering  | Res     | Str     |
| ---------- | -------------------------- | ---------- | ------- | ------- |
| 1974-07-27 | Mariehamn                  | NM         | 00–10   |         |
| 1975-07-27 | Vejle                      | NM         | 00–30   |         |
| 1976-07-11 | Borås                      | NM         | 00–10   |         |
| 1976-10-02 | Roskilde                   |            | 01–10   |         |
| 1977-07-09 | Mariehamn                  |            | 01–00   |         |
| 1978-07-09 | Vejle                      | NM         | 01–00   |         |
| 1979-07-05 | Fredrikstad                | NM         | 04–10   |         |
| 1979-07-25 | Rimini                     |            | 00–10   |         |
| 1980-07-13 | Göteborg                   | NM         | 02–20   |         |
| 1981-07-19 | Helsingfors                | NM         | 02–10   |         |
| 1982-07-18 | Vejle                      | NM         | 01–20   |         |
| 1983-08-10 | Mellerud                   |            | 02–10   |         |
| 1985-09-18 | Hørsholm                   |            | 00–00   |         |
| 1987-05-20 | Hammenhög                  |            | 02–00   |         |
| 1987-05-22 | Vä                         |            | 00–10   |         |
| 1988-10-15 | Odense                     | EM-kvart   | 05–10   |         |
| 1988-10-26 | Borås                      | EM-kvart   | 01–10   |         |
| 1990-03-21 | Ayia Napa                  |            | 01–00   |         |
| 1991-03-27 | Troia                      |            | 02–30   |         |
| 1992-03-10 | Paralimni                  |            | 03–10   |         |
| 1992-10-13 | Borås                      | EM-kvart   | 01–20   |         |
| 1992-11-07 | Hjørring                   | EM-kvart   | 01–10   |         |
| 1994-03-20 | Loulé                      |            | 01–00   |         |
| 1994-10-15 | Hjørring                   | EM-kvart   | 00–20   |         |
| 1994-10-29 | Malmö                      | EM-kvart   | 03–00   |         |
| 1995-03-19 | Loulé                      |            | 03–20   |         |
| 1995-09-30 | Hjørring                   | EM-kval    | 02–10   |         |
| 1996-03-11 | Lagos                      |            | 02–10   |         |
| 1996-07-25 | Orlando                    | OS         | 03–10   |         |
| 1996-08-31 | Västerås                   | EM-kval    | 02–00   |         |
| 1997-03-16 | Loulé                      |            | 00–00   | 6–5     |
| 1998-03-15 | Vila Real de Santo António |            | 00–00   |         |
| 1999-05-19 | Jönköping                  |            | 04–00   |         |
| 2000-03-12 | Silves                     |            | 01–00   |         |
| 2001-03-17 | Loulé                      |            | 03–00   |         |
| 2001-07-04 | Ulm                        | EM-semi    | 01–00   |         |
| 2001-09-30 | Malmö                      | VM-kval    | 04–10   |         |
| 2002-06-09 | Ballerup                   | VM-kval    | 01–20   |         |
| 2003-09-07 | Malmö                      |            | 03–10   |         |
| 2004-03-14 | Ferreiras                  |            | 01–00   |         |
| 2005-04-30 | Växjö                      |            | 00–00   |         |
| 2005-06-05 | Blackpool                  | EM         | 01–10   |         |
| 2007-08-30 | Farum                      |            | 02–10   |         |
| 2007-11-08 | Viborg                     | OS-kval    | 04–20   |         |
| 2007-11-28 | Solna                      | OS-kval    | 03–10   |         |
| 2008-03-07 | Lagos                      |            | 00–10   |         |
| 2010-09-11 | Göteborg                   | VM playoff | 02–10   |         |
| 2010-09-16 | Vejle                      | VM playoff | 02–20   | (e.f.)  |
| 2011-03-04 | Olhão                      |            | 03–10   |         |
| 2013-07-10 | Göteborg                   | EM         | 01–10   |         |
| 2014-03-05 | Albufeira                  |            | 02–00   |         |
| 2015-04-08 | Stockholm                  |            | 03–30   |         |
| 2015-10-27 | Göteborg                   | EM-kval    | 01–00   |         |
| 2016-09-20 | Viborg                     | EM-kval    | 00–20   |         |
| 2018-09-04 | Viborg                     | VM-kval    | 01–00   |         |
| 2020-03-07 | Lagos                      |            | 01–20   |         |

| England    | England               | England    | England | England |
| Datum      | Spelort               | Turnering  | Res     | Str     |
| ---------- | --------------------- | ---------- | ------- | ------- |
| 1975-06-15 | Göteborg              |            | 02–00   |         |
| 1975-09-07 | Wimbledon             |            | 03–10   |         |
| 1979-07-27 | Neapel                |            | 00–00   | 4–3     |
| 1980-09-17 | Leicester             |            | 01–10   |         |
| 1982-05-26 | Kinna                 |            | 01–10   |         |
| 1983-10-30 | London                |            | 02–20   |         |
| 1984-05-12 | Göteborg              | EM-final   | 01–00   |         |
| 1984-05-27 | Luton                 | EM-final   | 00–10   | 4–3     |
| 1987-06-11 | Moss                  | EM-semi    | 03–20   |         |
| 1989-05-23 | London                |            | 02–00   |         |
| 1995-05-13 | Halmstad              |            | 04–00   |         |
| 1998-07-26 | Hemel Hempstead       |            | 01–00   |         |
| 2001-06-27 | Jena                  | EM         | 04–00   |         |
| 2002-01-25 | La Manga              |            | 05–00   |         |
| 2002-03-05 | Lagos                 |            | 06–30   |         |
| 2005-06-11 | Blackburn             | EM         | 01–00   |         |
| 2006-02-07 | Larnaca               |            | 00–00   |         |
| 2006-02-09 | Achna                 |            | 01–10   |         |
| 2008-02-12 | Larnaca               |            | 02–00   |         |
| 2009-08-31 | Åbo                   | EM         | 01–10   |         |
| 2011-05-17 | Oxford                |            | 00–20   |         |
| 2013-07-04 | Ljungskile            |            | 04–10   |         |
| 2014-08-03 | Hartlepool            |            | 00–40   |         |
| 2017-01-24 | San Pedro del Pinatar |            | 00–00   |         |
| 2018-11-11 | Rotherham             |            | 02–00   |         |
| 2019-07-06 | Nice                  | VM 3:epris | 02–10   |         |

| Finland    | Finland    | Finland   | Finland | Finland |
| Datum      | Spelort    | Turnering | Res     | Str     |
| ---------- | ---------- | --------- | ------- | ------- |
| 1973-08-25 | Mariehamn  |           | 00–00   |         |
| 1974-07-26 | Mariehamn  | NM        | 01–00   |         |
| 1974-08-17 | Borås      |           | 01–00   |         |
| 1975-07-25 | Brande     | NM        | 04–00   |         |
| 1975-08-17 | Salo       |           | 02–00   |         |
| 1976-06-12 | Kallhäll   |           | 01–20   |         |
| 1976-07-10 | Öxabäck    | NM        | 04–10   |         |
| 1977-07-08 | Mariehamn  | NM        | 04–00   |         |
| 1978-07-08 | Horsens    | NM        | 00–00   |         |
| 1979-07-08 | Oslo       | NM        | 01–10   |         |
| 1980-07-10 | Mölndal    | NM        | 07–00   |         |
| 1981-07-17 | Hyvinge    | NM        | 02–00   |         |
| 1982-07-14 | Kolding    | NM        | 04–00   |         |
| 1982-08-18 | Vammala    | EM-kval   | 06–00   |         |
| 1983-06-08 | Sollefteå  | EM-kval   | 05–00   |         |
| 1989-04-26 | Bromölla   |           | 04–10   |         |
| 1989-08-10 | Petalax    |           | 02–00   |         |
| 1990-03-23 | Ayia Napa  |           | 04–10   |         |
| 1991-03-25 | Troia      |           | 03–00   |         |
| 1995-08-30 | Jakobstad  |           | 03–10   |         |
| 1996-03-13 | Lagos      |           | 07–00   |         |
| 1999-03-18 | Albufeira  |           | 00–00   |         |
| 2000-10-18 | Jönköping  | EM-kval   | 05–10   |         |
| 2000-11-05 | Myrbacka   | EM-kval   | 05–20   |         |
| 2001-09-09 | Umeå       | VM-kval   | 08–10   |         |
| 2002-06-26 | Jakobstad  | VM-kval   | 05–00   |         |
| 2003-03-20 | Olhão      |           | 05–00   |         |
| 2003-08-09 | Eskilstuna | EM-kval   | 02–10   |         |
| 2004-10-02 | Vasa       | EM-kval   | 01–10   |         |
| 2005-06-08 | Blackpool  | EM        | 00–00   |         |
| 2006-03-13 | Lagos      |           | 04–10   |         |
| 2007-03-07 | Faro/Loulé |           | 03–00   |         |
| 2008-03-05 | Lagos      |           | 03–10   |         |
| 2009-03-06 | Lagos      |           | 01–00   |         |
| 2009-07-22 | Björneborg |           | 03–10   |         |
| 2013-07-13 | Göteborg   | EM        | 05–00   |         |
| 2015-02-12 | Eerikkilä  |           | 03–00   |         |
| 2021-11-25 | Göteborg   | VM-kval   | 02–10   |         |

| Frankrike  | Frankrike                  | Frankrike | Frankrike | Frankrike |
| Datum      | Spelort                    | Turnering | Res       | Str       |
| ---------- | -------------------------- | --------- | --------- | --------- |
| 1980-06-28 | Skellefteå                 |           | 02–20     |           |
| 1981-05-23 | Montauban                  |           | 06–10     |           |
| 1985-05-25 | Pauillac                   | EM-kval   | 04–00     |           |
| 1986-05-17 | Karlskoga                  | EM-kval   | 01–00     |           |
| 1989-03-11 | Levallois                  |           | 02–10     |           |
| 1990-05-13 | Melun                      | EM-kval   | 02–00     |           |
| 1990-10-14 | Mariestad                  | EM-kval   | 04–10     |           |
| 1993-03-09 | Ayia Napa                  |           | 03–10     |           |
| 1997-07-05 | Karlstad                   | EM        | 03–00     |           |
| 1999-09-29 | Umeå                       | EM-kval   | 02–20     |           |
| 2000-06-01 | Nîmes                      | EM-kval   | 00–20     |           |
| 2001-04-11 | Troyes                     |           | 01–20     |           |
| 2004-03-16 | Quarteira                  |           | 00–30     |           |
| 2005-03-15 | Faro/Loulé                 |           | 02–30     |           |
| 2006-03-15 | Faro/Loulé                 |           | 01–00     |           |
| 2007-03-14 | Vila Real de Santo António |           | 03–10     |           |
| 2011-07-16 | Sinsheim                   | VM-brons  | 02–10     |           |
| 2012-08-03 | Glasgow                    | OS-kvart  | 01–20     |           |
| 2014-02-08 | Amiens                     |           | 00–30     |           |
| 2017-11-27 | Bordeaux                   |           | 00–00     |           |

| Färöarna   | Färöarna | Färöarna  | Färöarna | Färöarna |
| Datum      | Spelort  | Turnering | Res      | Str      |
| ---------- | -------- | --------- | -------- | -------- |
| 2013-10-31 | Göteborg | VM-kval   | 05–00    |          |
| 2014-06-19 | Tórshavn | VM-kval   | 05–00    |          |

| Georgien   | Georgien | Georgien  | Georgien | Georgien |
| Datum      | Spelort  | Turnering | Res      | Str      |
| ---------- | -------- | --------- | -------- | -------- |
| 2021-09-21 | Göteborg | VM-kval   | 04–00    |          |

| Ghana      | Ghana   | Ghana     | Ghana | Ghana |
| Datum      | Spelort | Turnering | Res   | Str   |
| ---------- | ------- | --------- | ----- | ----- |
| 1999-06-26 | Chicago | VM        | 02–00 |       |

| Iran       | Iran     | Iran      | Iran  | Iran |
| Datum      | Spelort  | Turnering | Res   | Str  |
| ---------- | -------- | --------- | ----- | ---- |
| 2016-10-21 | Göteborg |           | 07–00 |      |

| Irland     | Irland     | Irland    | Irland | Irland |
| Datum      | Spelort    | Turnering | Res    | Str    |
| ---------- | ---------- | --------- | ------ | ------ |
| 1988-05-07 | Dublin     | EM-kval   | 01–10  |        |
| 1988-09-18 | Mariestad  | EM-kval   | 04–00  |        |
| 1992-06-07 | Dublin     | EM-kval   | 01–00  |        |
| 1992-09-20 | Borås      | EM-kval   | 10–00  |        |
| 2008-06-25 | Wicklow    | EM-kval   | 05–00  |        |
| 2008-10-01 | Trelleborg | EM-kval   | 01–00  |        |
| 2021-10-21 | Dublin     | VM-kval   | 01–00  |        |

| Island     | Island                     | Island    | Island | Island |
| Datum      | Spelort                    | Turnering | Res    | Str    |
| ---------- | -------------------------- | --------- | ------ | ------ |
| 1982-09-09 | Reykjavík                  | EM-kval   | 06–00  |        |
| 1983-08-24 | Ronneby                    | EM-kval   | 05–00  |        |
| 1996-03-15 | Olhão                      |           | 01–00  |        |
| 1997-08-30 | Reykjavík                  | VM-kval   | 03–10  |        |
| 1998-08-26 | Skellefteå                 | VM-kval   | 02–00  |        |
| 2002-05-04 | Göteborg                   |           | 06–00  |        |
| 2005-08-28 | Karlskoga                  | VM-kval   | 02–20  |        |
| 2006-08-26 | Reykjavík                  | VM-kval   | 04–00  |        |
| 2010-02-26 | Vila Real de Santo António |           | 05–10  |        |
| 2011-03-02 | Loulé                      |           | 01–20  |        |
| 2012-03-02 | Ferreiras                  |           | 04–10  |        |
| 2013-03-08 | Albufeira                  |           | 06–10  |        |
| 2013-04-06 | Växjö                      |           | 02–00  |        |
| 2013-07-21 | Halmstad                   | EM-kvart  | 04–00  |        |
| 2014-03-12 | Lagos                      |           | 01–20  |        |
| 2020-09-22 | Reykjavík                  | EM-kval   | 01–10  |        |
| 2020-10-27 | Göteborg                   | EM-kval   | 02–00  |        |

| Italien    | Italien      | Italien   | Italien | Italien |
| Datum      | Spelort      | Turnering | Res     | Str     |
| ---------- | ------------ | --------- | ------- | ------- |
| 1982-05-13 | Helsingborg  |           | 02–00   |         |
| 1984-04-08 | Rom          | EM-semi   | 03–20   |         |
| 1984-04-28 | Linköping    | EM-semi   | 02–10   |         |
| 1984-11-01 | Genua        |           | 01–10   |         |
| 1985-05-01 | Bjärred      |           | 01–00   |         |
| 1989-06-30 | Osnabrück    | EM        | 02–10   |         |
| 1990-09-19 | Halmstad     |           | 04–00   |         |
| 1990-11-18 | Malmö        | EM-kvart  | 01–10   |         |
| 1990-12-08 | Castellamare | EM-kvart  | 00–00   |         |
| 1993-05-08 | Sassari      |           | 00–10   |         |
| 1994-05-04 | Västerås     |           | 01–00   |         |
| 1995-03-14 | Lagos        |           | 04–00   |         |
| 1996-10-09 | Turin        |           | 01–00   |         |
| 1999-04-21 | Soverato     |           | 01–10   |         |
| 2003-05-17 | Solna        | EM-kval   | 05–00   |         |
| 2004-06-26 | Benevento    | EM-kval   | 01–20   |         |
| 2007-05-05 | Trento       | EM-kval   | 02–00   |         |
| 2008-03-12 | Olhão        |           | 03–00   |         |
| 2008-05-07 | Örebro       | EM-kval   | 01–00   |         |
| 2009-08-28 | Åbo          | EM        | 02–00   |         |
| 2013-07-16 | Halmstad     | EM        | 03–10   |         |
| 2017-07-25 | Doetinchem   | EM        | 02–30   |         |
| 2018-10-09 | Cremona      |           | 00–10   |         |

| Japan      | Japan               | Japan     | Japan | Japan |
| Datum      | Spelort             | Turnering | Res   | Str   |
| ---------- | ------------------- | --------- | ----- | ----- |
| 1988-06-05 | Panyu               |           | 03–00 |       |
| 1991-11-19 | Foshan              | VM        | 08–00 |       |
| 1995-06-09 | Västerås            | VM        | 02–00 |       |
| 1996-07-15 | Miami               |           | 03–10 |       |
| 2004-08-11 | Volos               | OS        | 00–10 |       |
| 2007-02-12 | Larnaca             |           | 02–20 |       |
| 2011-03-09 | Parchal             |           | 01–20 |       |
| 2011-06-23 | Bochum-Wattenscheid |           | 01–10 |       |
| 2011-07-13 | Frankfurt           | VM-semi   | 01–30 |       |
| 2012-06-20 | Göteborg            |           | 00–10 |       |
| 2012-07-28 | Coventry            | OS        | 00–00 |       |
| 2014-03-10 | Faro/Loulé          |           | 01–20 |       |
| 2016-07-21 | Kalmar              |           | 03–00 |       |
| 2021-07-30 | Saitama             | OS-kvart  | 03–10 |       |

| Kanada     | Kanada      | Kanada     | Kanada | Kanada |
| Datum      | Spelort     | Turnering  | Res    | Str    |
| ---------- | ----------- | ---------- | ------ | ------ |
| 1987-07-05 | Blaine      |            | 02–00  |        |
| 1988-06-08 | Guangzhou   |            | 01–00  |        |
| 1994-08-03 | Ottawa      |            | 03–00  |        |
| 1994-08-05 | Montreal    |            | 02–10  |        |
| 2001-03-13 | Silves      |            | 05–20  |        |
| 2001-06-10 | Linköping   |            | 05–20  |        |
| 2003-03-16 | Ferreiras   |            | 01–10  |        |
| 2003-10-05 | Portland    | VM-semi    | 02–10  |        |
| 2004-02-01 | Shenzhen    |            | 03–10  |        |
| 2005-05-28 | Solna       |            | 03–10  |        |
| 2006-07-18 | Blaine      |            | 02–40  |        |
| 2008-08-12 | Peking      | OS         | 02–10  |        |
| 2011-01-25 | Chongqing   |            | 00–10  |        |
| 2011-04-02 | Rom         |            | 01–00  |        |
| 2011-11-22 | Phoenix     |            | 01–20  |        |
| 2012-03-31 | Malmö       |            | 03–10  |        |
| 2012-07-31 | Newcastle   | OS         | 02–20  |        |
| 2014-11-24 | Los Angeles |            | 00–10  |        |
| 2014-11-26 | Los Angeles |            | 01–10  |        |
| 2017-04-06 | Trelleborg  |            | 00–10  |        |
| 2018-02-28 | Parchal     |            | 03–10  |        |
| 2019-03-06 | Faro/Loulé  |            | 00–00  | 5–6    |
| 2019-06-24 | Paris       | VM 1/8-del | 01–00  |        |
| 2021-08-06 | Yokohama    | OS-final   | 01–10  | 3–4    |

| Kina       | Kina                       | Kina      | Kina  | Kina |
| Datum      | Spelort                    | Turnering | Res   | Str  |
| ---------- | -------------------------- | --------- | ----- | ---- |
| 1987-07-07 | Blaine                     |           | 06–00 |      |
| 1988-06-10 | Guangzhou                  |           | 02–10 |      |
| 1991-11-24 | Guangzhou                  | VM-kvart  | 01–00 |      |
| 1995-04-27 | Norrköping                 |           | 01–10 |      |
| 1995-06-13 | Helsingborg                | VM-kvart  | 01–10 | 4–5  |
| 1996-07-21 | Miami                      | OS        | 00–20 |      |
| 1997-03-14 | Albufeira                  |           | 00–20 |      |
| 1998-01-24 | Guangzhou                  |           | 00–40 |      |
| 1999-06-19 | San José                   | VM        | 01–20 |      |
| 2000-03-18 | Quarteira                  |           | 00–10 |      |
| 2003-09-15 | Washington DC              |           | 02–20 |      |
| 2004-02-03 | Shenzhen                   |           | 02–20 |      |
| 2004-03-20 | Olhão                      |           | 01–10 | 6–5  |
| 2005-03-11 | Silves                     |           | 02–00 |      |
| 2007-03-09 | Faro/Loulé                 |           | 01–00 |      |
| 2008-08-06 | Tianjin                    | OS        | 01–20 |      |
| 2009-03-04 | Lagos                      |           | 00–00 |      |
| 2009-07-19 | Jönköping                  |           | 02–00 |      |
| 2010-03-03 | Albufeira                  |           | 02–00 |      |
| 2011-01-23 | Chongqing                  |           | 01–20 |      |
| 2011-03-07 | Olhão                      |           | 01–00 |      |
| 2012-02-29 | Vila Real de Santo António |           | 01–00 |      |
| 2013-03-06 | Parchal                    |           | 01–10 |      |
| 2015-03-09 | Vila Real de Santo António |           | 03–00 |      |
| 2016-08-10 | Brasília                   | OS        | 00–00 |      |
| 2017-03-03 | Vila Real de Santo António |           | 00–00 |      |

| Kroatien   | Kroatien | Kroatien  | Kroatien | Kroatien |
| Datum      | Spelort  | Turnering | Res      | Str      |
| ---------- | -------- | --------- | -------- | -------- |
| 2017-09-19 | Varaždin | VM-kval   | 02–00    |          |
| 2018-06-07 | Göteborg | VM-kval   | 04–00    |          |

| Lettland   | Lettland  | Lettland  | Lettland | Lettland |
| Datum      | Spelort   | Turnering | Res      | Str      |
| ---------- | --------- | --------- | -------- | -------- |
| 1993-08-18 | Nynäshamn | EM-kval   | 09–00    |          |
| 1994-05-22 | Ozolnieki | EM-kval   | 05–00    |          |
| 2019-09-03 | Liepāja   | EM-kval   | 04–10    |          |
| 2020-10-22 | Göteborg  | EM-kval   | 07–00    |          |

| Malta      | Malta   | Malta     | Malta | Malta |
| Datum      | Spelort | Turnering | Res   | Str   |
| ---------- | ------- | --------- | ----- | ----- |
| 2021-02-23 | Paola   |           | 03–00 |       |

| Mexiko     | Mexiko     | Mexiko    | Mexiko | Mexiko |
| Datum      | Spelort    | Turnering | Res    | Str    |
| ---------- | ---------- | --------- | ------ | ------ |
| 2003-01-26 | Canberra   |           | 01–10  |        |
| 2011-06-16 | Göteborg   |           | 02–00  |        |
| 2017-07-08 | Falkenberg |           | 01–00  |        |

| Moldavien  | Moldavien | Moldavien | Moldavien | Moldavien |
| Datum      | Spelort   | Turnering | Res       | Str       |
| ---------- | --------- | --------- | --------- | --------- |
| 2015-09-17 | Orhei     | EM-kval   | 03–00     |           |
| 2016-06-06 | Göteborg  | EM-kval   | 06–00     |           |

| Nederländerna | Nederländerna | Nederländerna | Nederländerna | Nederländerna |
| Datum         | Spelort       | Turnering     | Res           | Str           |
| ------------- | ------------- | ------------- | ------------- | ------------- |
| 1979-07-23    | Rimini        |               | 01–10         |               |
| 1981-04-25    | Zweeloo       |               | 01–20         |               |
| 1981-09-26    | Borås         |               | 07–00         |               |
| 1985-06-11    | Helsingborg   | EM-kval       | 02–00         |               |
| 1986-10-18    | Hoogeveen     | EM-kval       | 00–20         |               |
| 1987-09-30    | Linköping     | EM-kval       | 00–00         |               |
| 1988-10-01    | Valkenswaard  | EM-kval       | 00–10         |               |
| 1991-10-09    | Borås         |               | 03–10         |               |
| 1992-04-22    | Vlaardingen   |               | 01–20         |               |
| 1995-03-16    | Olhão         |               | 02–10         |               |
| 1997-03-10    | Faro          |               | 04–00         |               |
| 1997-06-11    | Zeist         |               | 00–00         |               |
| 1998-03-19    | Montechoro    |               | 01–00         |               |
| 2000-04-29    | Varberg       | EM-kval       | 01–10         |               |
| 2000-05-17    | Rotterdam     | EM-kval       | 03–00         |               |
| 2005-05-03    | Trelleborg    |               | 02–00         |               |
| 2012-09-15    | Göteborg      |               | 02–10         |               |
| 2015-05-30    | Toronto       |               | 02–10         |               |
| 2016-03-09    | Rotterdam     | OS-kval       | 01–10         |               |
| 2017-03-06    | Lagos         |               | 00–10         |               |
| 2017-07-29    | Doetinchem    | EM-kvart      | 00–20         |               |
| 2019-07-03    | Lyon          | VM-semi       | 00–10         |               |

| Nigeria    | Nigeria  | Nigeria   | Nigeria | Nigeria |
| Datum      | Spelort  | Turnering | Res     | Str     |
| ---------- | -------- | --------- | ------- | ------- |
| 2003-09-28 | Columbus | VM        | 03–00   |         |
| 2004-08-17 | Volos    | OS        | 02–10   |         |
| 2007-09-11 | Chengdu  | VM        | 01–10   |         |
| 2015-06-08 | Winnipeg | VM        | 03–30   |         |

| Nordirland | Nordirland | Nordirland | Nordirland | Nordirland |
| Datum      | Spelort    | Turnering  | Res        | Str        |
| ---------- | ---------- | ---------- | ---------- | ---------- |
| 2014-04-05 | Portadown  | VM-kval    | 04–00      |            |
| 2014-05-08 | Växjö      | VM-kval    | 03–00      |            |

| Nordkorea  | Nordkorea    | Nordkorea | Nordkorea | Nordkorea |
| Datum      | Spelort      | Turnering | Res       | Str       |
| ---------- | ------------ | --------- | --------- | --------- |
| 2002-08-18 | Östersund    |           | 01–00     |           |
| 2003-09-25 | Philadelphia | VM        | 01–00     |           |
| 2007-09-18 | Tianjin      | VM        | 02–10     |           |
| 2011-07-02 | Augsburg     | VM        | 01–00     |           |

| Norge      | Norge                      | Norge     | Norge | Norge  |
| Datum      | Spelort                    | Turnering | Res   | Str    |
| ---------- | -------------------------- | --------- | ----- | ------ |
| 1978-07-07 | Kolding                    | NM        | 02–10 |        |
| 1979-07-06 | Setskog                    | NM        | 01–00 |        |
| 1980-07-11 | Öckerö                     | NM        | 02–20 |        |
| 1981-07-16 | Karis                      | NM        | 02–00 |        |
| 1982-07-16 | Herning                    | NM        | 01–10 |        |
| 1982-09-29 | Tyresö                     | EM-kval   | 02–00 |        |
| 1983-09-24 | Elverum                    | EM-kval   | 02–10 |        |
| 1984-09-05 | Lillestrøm                 |           | 02–20 |        |
| 1985-08-22 | Sundsvall                  |           | 05–00 |        |
| 1986-05-07 | Bergen                     |           | 03–20 |        |
| 1987-06-14 | Oslo                       | EM-final  | 01–20 |        |
| 1988-06-12 | Guangzhou                  |           | 00–10 |        |
| 1989-06-28 | Lüdenscheid                | EM-semi   | 01–20 |        |
| 1990-03-25 | Ayia Napa                  |           | 01–10 |        |
| 1991-03-29 | Troia                      |           | 00–10 |        |
| 1991-11-27 | Panyu                      | VM-semi   | 01–40 |        |
| 1992-03-08 | Nausicca, Cypern           |           | 02–10 |        |
| 1992-08-25 | Kragerø                    |           | 03–30 |        |
| 1993-03-14 | Ayia Napa                  |           | 01–20 |        |
| 1993-06-01 | Borås                      |           | 04–20 |        |
| 1995-02-26 | Kristiansand               | EM-semi   | 03–40 |        |
| 1995-03-04 | Jönköping                  | EM-semi   | 04–10 |        |
| 1995-03-17 | Portimão                   |           | 00–20 |        |
| 1996-01-21 | Hamar                      |           | 00–40 |        |
| 1996-03-17 | Quarteira                  |           | 00–40 |        |
| 1997-02-16 | Sundsvall                  |           | 00–20 |        |
| 1998-01-21 | Guangzhou                  |           | 01–20 |        |
| 1998-10-10 | Göteborg                   |           | 00–20 |        |
| 1999-03-16 | Quarteira                  |           | 01–20 |        |
| 1999-06-30 | San José                   | VM-kvart  | 01–30 |        |
| 2000-09-08 | Surfer's Paradise          |           | 02–10 |        |
| 2001-01-12 | La Manga                   |           | 01–20 |        |
| 2001-05-13 | Stavanger                  |           | 01–30 |        |
| 2002-03-03 | Ferreiras                  |           | 03–30 |        |
| 2003-03-14 | Olhão                      |           | 01–10 |        |
| 2004-07-24 | Uddevalla                  |           | 00–40 |        |
| 2005-03-13 | Loulé                      |           | 01–10 |        |
| 2005-06-16 | Warrington                 | EM-semi   | 02–30 | (e.f.) |
| 2006-03-09 | Loulé                      |           | 00–00 |        |
| 2008-02-16 | Larnaca                    |           | 02–00 |        |
| 2008-07-20 | Sandefjord                 |           | 02–00 |        |
| 2009-01-31 | La Quinta                  |           | 05–10 |        |
| 2009-08-19 | Enköping                   |           | 00–10 |        |
| 2009-09-04 | Helsingfors                | EM-kvart  | 01–30 |        |
| 2010-02-24 | Vila Real de Santo António |           | 02–20 |        |
| 2010-10-26 | Falkenberg                 |           | 03–10 |        |
| 2012-01-17 | La Manga                   |           | 02–00 |        |
| 2013-03-13 | Lagos                      |           | 02–20 | 6–7    |
| 2013-06-01 | Linköping                  |           | 02–10 |        |
| 2015-01-13 | La Manga                   |           | 03–20 |        |
| 2016-03-02 | Rotterdam                  | OS-kval   | 01–00 |        |
| 2016-10-24 | Kristiansand               |           | 00–00 |        |
| 2017-01-19 | La Manga                   |           | 01–20 |        |
| 2018-10-04 | Helsingborg                |           | 02–10 |        |
| 2021-06-10 | Kalmar                     |           | 01–00 |        |

| Nya Zeeland | Nya Zeeland    | Nya Zeeland | Nya Zeeland | Nya Zeeland |
| Datum       | Spelort        | Turnering   | Res         | Str         |
| ----------- | -------------- | ----------- | ----------- | ----------- |
| 2021-07-27  | Miyagi Stadium | OS          | 02–00       |             |

| Polen      | Polen               | Polen     | Polen | Polen |
| Datum      | Spelort             | Turnering | Res   | Str   |
| ---------- | ------------------- | --------- | ----- | ----- |
| 1989-10-22 | Helsingborg         | EM-kval   | 04–10 |       |
| 1990-06-10 | Gorzów Wielkopolski | EM-kval   | 02–00 |       |
| 2002-10-12 | Växjö               |           | 08–00 |       |
| 2013-09-21 | Malmö               | VM-kval   | 02–00 |       |
| 2014-08-21 | Starogard Gdański   | VM-kval   | 04–00 |       |
| 2015-09-22 | Göteborg            | EM-kval   | 03–00 |       |
| 2016-06-02 | Łódź                | EM-kval   | 04–00 |       |
| 2021-04-13 | Łódź                |           | 04–20 |       |

| Portugal   | Portugal   | Portugal  | Portugal | Portugal |
| Datum      | Spelort    | Turnering | Res      | Str      |
| ---------- | ---------- | --------- | -------- | -------- |
| 1994-03-17 | Olhão      |           | 03–00    |          |
| 1997-03-12 | Lagos      |           | 04–00    |          |
| 1997-04-30 | Lissabon   |           | 00–20    |          |
| 1998-03-17 | Silves     |           | 02–00    |          |
| 2000-03-14 | Faro       |           | 05–10    |          |
| 2001-03-11 | Lagos      |           | 04–10    |          |
| 2005-11-01 | Alcochete  | VM-kval   | 04–10    |          |
| 2006-05-07 | Trelleborg | VM-kval   | 05–10    |          |
| 2019-03-01 | Albufeira  |           | 01–20    |          |
| 2020-03-10 | Faro/Loulé |           | 02–00    |          |

| Rumänien   | Rumänien       | Rumänien  | Rumänien | Rumänien |
| Datum      | Spelort        | Turnering | Res      | Str      |
| ---------- | -------------- | --------- | -------- | -------- |
| 1995-10-15 | Smålandsstenar | EM-kval   | 08–00    |          |
| 1996-06-26 | Câmpina        | EM-kval   | 05–00    |          |
| 2007-06-16 | Bukarest       | EM-kval   | 07–00    |          |
| 2008-09-27 | Västerås       | EM-kval   | 02–00    |          |

| Ryssland   | Ryssland  | Ryssland  | Ryssland | Ryssland |
| Datum      | Spelort   | Turnering | Res      | Str      |
| ---------- | --------- | --------- | -------- | -------- |
| 1997-05-21 | Falköping |           | 02–00    |          |
| 1997-06-29 | Karlstad  | EM        | 02–10    |          |
| 2001-06-30 | Erfurt    | EM        | 01–00    |          |
| 2009-08-25 | Åbo       | EM        | 03–00    |          |
| 2017-03-08 | Albufeira |           | 04–00    |          |
| 2017-07-21 | Deventer  | EM        | 02–00    |          |
| 2018-03-05 | Parchal   |           | 03–00    |          |

| Schweiz    | Schweiz        | Schweiz   | Schweiz | Schweiz |
| Datum      | Spelort        | Turnering | Res     | Str     |
| ---------- | -------------- | --------- | ------- | ------- |
| 1977-06-18 | Göteborg       |           | 02–10   |         |
| 1978-10-21 | Gossau         |           | 07–10   |         |
| 1988-04-27 | Vä             |           | 03–00   |         |
| 1990-12-02 | Ruggell        |           | 02–00   |         |
| 1991-11-07 | Schwamendingen |           | 04–10   |         |
| 2001-11-03 | Brugg          | VM-kval   | 05–00   |         |
| 2002-05-08 | Solna          | VM-kval   | 04–00   |         |
| 2003-04-18 | Kalmar         | EM-kval   | 06–00   |         |
| 2004-03-24 | Solothurn      | EM-kval   | 02–00   |         |
| 2012-10-23 | Växjö          |           | 03–00   |         |
| 2015-04-05 | Eskilstuna     |           | 01–30   |         |
| 2016-03-05 | Rotterdam      | OS-kval   | 01–00   |         |
| 2019-02-27 | Faro/Loulé     |           | 04–10   |         |

| Serbien    | Serbien | Serbien   | Serbien | Serbien |
| Datum      | Spelort | Turnering | Res     | Str     |
| ---------- | ------- | --------- | ------- | ------- |
| 2003-11-15 | Belgrad | EM-kval   | 04–00   |         |
| 2004-05-12 | Växjö   | EM-kval   | 05–10   |         |

| Skottland  | Skottland  | Skottland | Skottland | Skottland |
| Datum      | Spelort    | Turnering | Res       | Str       |
| ---------- | ---------- | --------- | --------- | --------- |
| 2007-02-17 | Larnaca    |           | 01–00     |           |
| 2012-05-26 | Kirkcaldy  |           | 04–10     |           |
| 2014-06-14 | Motherwell | VM-kval   | 03–10     |           |
| 2014-09-17 | Göteborg   | VM-kval   | 02–00     |           |
| 2016-01-26 | Göteborg   |           | 06–00     |           |
| 2017-06-13 | Växjö      |           | 01–00     |           |
| 2021-10-26 | Paisley    |           | 02–00     |           |

| Slovakien  | Slovakien  | Slovakien | Slovakien | Slovakien |
| Datum      | Spelort    | Turnering | Res       | Str       |
| ---------- | ---------- | --------- | --------- | --------- |
| 1993-10-13 | Bratislava | EM-kval   | 02–00     |           |
| 1994-06-15 | Gävle      | EM-kval   | 06–00     |           |
| 2016-04-08 | Poprad     | EM-kval   | 03–00     |           |
| 2016-09-15 | Göteborg   | EM-kval   | 02–10     |           |
| 2019-10-08 | Göteborg   | EM-kval   | 07–00     |           |
| 2020-12-01 | Trnava     | EM-kval   | 06–00     |           |
| 2021-09-17 | Senec      | VM-kval   | 01–00     |           |
| 2021-11-30 | Malmö      | VM-kval   | 03–00     |           |

| Sovjetunionen | Sovjetunionen | Sovjetunionen | Sovjetunionen | Sovjetunionen |
| Datum         | Spelort       | Turnering     | Res           | Str           |
| ------------- | ------------- | ------------- | ------------- | ------------- |
| 1991-05-05    | Sjatura       |               | 04–00         |               |
| 1991-08-21    | Stenungsund   |               | 02–00         |               |

| Spanien    | Spanien   | Spanien   | Spanien | Spanien |
| Datum      | Spelort   | Turnering | Res     | Str     |
| ---------- | --------- | --------- | ------- | ------- |
| 1991-10-23 | Palamós   | EM-kval   | 04–00   |         |
| 1992-05-17 | Borås     | EM-kval   | 01–10   |         |
| 1996-05-12 | Visby     | EM-kval   | 01–10   |         |
| 1996-06-02 | Gandia    | EM-kval   | 08–00   |         |
| 1997-07-02 | Karlskoga | EM        | 01–00   |         |
| 1998-05-03 | Motril    | VM-kval   | 02–10   |         |
| 1998-05-24 | Stockholm | VM-kval   | 03–10   |         |
| 1999-11-07 | Plasencia | EM-kval   | 05–20   |         |
| 2000-06-11 | Karlskoga | EM-kval   | 07–00   |         |
| 2002-01-23 | Murcia    |           | 00–00   |         |

| Storbritannien | Storbritannien | Storbritannien | Storbritannien | Storbritannien |
| Datum          | Spelort        | Turnering      | Res            | Str            |
| -------------- | -------------- | -------------- | -------------- | -------------- |
| 2012-07-20     | Middlesbrough  |                | 00–00          |                |

| Sydafrika  | Sydafrika | Sydafrika | Sydafrika | Sydafrika |
| Datum      | Spelort   | Turnering | Res       | Str       |
| ---------- | --------- | --------- | --------- | --------- |
| 2012-07-25 | Coventry  | OS        | 04–10     |           |
| 2018-01-21 | Kapstaden |           | 03–00     |           |
| 2019-01-22 | Kapstaden |           | 00–00     |           |

| Sydkorea   | Sydkorea       | Sydkorea  | Sydkorea | Sydkorea |
| Datum      | Spelort        | Turnering | Res      | Str      |
| ---------- | -------------- | --------- | -------- | -------- |
| 2003-01-29 | Canberra       |           | 08–00    |          |
| 2016-08-03 | Rio de Janeiro | OS        | 01–00    |          |
| 2018-03-02 | Parchal        |           | 01–10    |          |
| 2019-05-31 | Göteborg       |           | 01–00    |          |

| Thailand   | Thailand | Thailand  | Thailand | Thailand |
| Datum      | Spelort  | Turnering | Res      | Str      |
| ---------- | -------- | --------- | -------- | -------- |
| 2019-06-16 | Nice     | VM        | 05–10    |          |

| Tjeckien   | Tjeckien | Tjeckien  | Tjeckien | Tjeckien |
| Datum      | Spelort  | Turnering | Res      | Str      |
| ---------- | -------- | --------- | -------- | -------- |
| 2000-01-13 | Adelaide |           | 02–00    |          |
| 2006-04-22 | Kladno   | VM-kval   | 03–20    |          |
| 2006-09-24 | Växjö    | VM-kval   | 02–00    |          |
| 2010-06-19 | Göteborg | VM-kval   | 00–00    |          |
| 2010-08-21 | Prag     | VM-kval   | 01–00    |          |

| Tjeckoslovakien | Tjeckoslovakien | Tjeckoslovakien | Tjeckoslovakien | Tjeckoslovakien |
| Datum           | Spelort         | Turnering       | Res             | Str             |
| --------------- | --------------- | --------------- | --------------- | --------------- |
| 1988-06-01      | Panyu           |                 | 01–00           |                 |

| Tyskland   | Tyskland                   | Tyskland  | Tyskland | Tyskland |
| Datum      | Spelort                    | Turnering | Res      | Str      |
| ---------- | -------------------------- | --------- | -------- | -------- |
| 1991-11-29 | Guangzhou                  | VM-brons  | 04–00    |          |
| 1993-03-11 | Ayia Napa                  |           | 03–10    |          |
| 1993-09-22 | Borås                      |           | 03–20    |          |
| 1994-09-07 | Wolfenbüttel               |           | 01–30    |          |
| 1995-03-26 | Kaiserslautern             | EM-final  | 02–30    |          |
| 1995-06-07 | Helsingborg                | VM        | 03–20    |          |
| 1997-07-09 | Karlstad                   | EM-semi   | 00–10    |          |
| 2000-09-19 | Melbourne                  | OS        | 00–10    |          |
| 2001-06-23 | Erfurt                     | EM        | 01–30    |          |
| 2001-07-07 | Ulm                        | EM-final  | 00–10    | (GG)     |
| 2002-03-07 | Faro                       |           | 02–10    |          |
| 2003-10-12 | Carson                     | VM-final  | 01–20    | (GG)     |
| 2004-08-26 | Aten                       | OS 3:e pr | 00–10    |          |
| 2005-03-09 | Lagos                      |           | 01–20    |          |
| 2006-03-11 | Loulé                      |           | 00–30    |          |
| 2008-03-10 | Vila Real de Santo António |           | 00–20    |          |
| 2008-08-15 | Shenyang                   | OS-kvart  | 00–20    | (e.f.)   |
| 2009-03-09 | Faro/Loulé                 |           | 03–20    |          |
| 2011-10-26 | Hamburg                    |           | 00–10    |          |
| 2012-03-05 | Parchal                    |           | 00–40    |          |
| 2013-07-24 | Göteborg                   | EM-semi   | 00–10    |          |
| 2014-10-29 | Örebro                     |           | 01–20    |          |
| 2015-03-04 | Vila Real de Santo António |           | 04–20    |          |
| 2015-03-11 | Parchal                    |           | 01–20    |          |
| 2015-06-20 | Ottawa                     | VM-8-del  | 01–40    |          |
| 2016-08-19 | Rio de Janeiro             | OS-final  | 01–20    |          |
| 2017-07-17 | Breda                      | VM        | 00–00    |          |
| 2019-04-06 | Solna                      |           | 01–20    |          |
| 2019-06-29 | Rennes                     | VM-kvart  | 02–10    |          |
| 2020-03-04 | Faro/Loulé                 |           | 00–10    |          |

| Ukraina    | Ukraina  | Ukraina   | Ukraina | Ukraina |
| Datum      | Spelort  | Turnering | Res     | Str     |
| ---------- | -------- | --------- | ------- | ------- |
| 1997-09-28 | Uppsala  | VM-kval   | 03–20   |         |
| 1998-08-08 | Kiev     | VM-kval   | 05–00   |         |
| 2018-06-12 | Lviv     | VM-kval   | 00–10   |         |
| 2018-08-30 | Göteborg | VM-kval   | 03–00   |         |

| Ungern     | Ungern         | Ungern    | Ungern | Ungern |
| Datum      | Spelort        | Turnering | Res    | Str    |
| ---------- | -------------- | --------- | ------ | ------ |
| 1986-09-18 | Veszprém       |           | 04–10  |        |
| 1987-08-19 | Nyköping       |           | 05–00  |        |
| 2007-06-20 | Karlstad       | EM-kval   | 07–00  |        |
| 2008-05-03 | Székesfehérvár | EM-kval   | 06–00  |        |
| 2017-10-24 | Borås          | VM-kval   | 05–00  |        |
| 2018-04-05 | Szombathely    | VM-kval   | 04–10  |        |
| 2019-10-04 | Miskolc        | EM-kval   | 05–00  |        |
| 2020-09-17 | Göteborg       | EM-kval   | 08–00  |        |

| USA        | USA                        | USA       | USA   | USA |
| Datum      | Spelort                    | Turnering | Res   | Str |
| ---------- | -------------------------- | --------- | ----- | --- |
| 1987-07-09 | Blaine                     |           | 02–10 |     |
| 1987-07-11 | Blaine                     |           | 05–10 |     |
| 1988-06-03 | Panyu                      |           | 01–10 |     |
| 1991-11-17 | Panyu                      | VM        | 02–30 |     |
| 1994-03-18 | Vila Real de Santo António |           | 00–10 |     |
| 1996-02-15 | Vila Real de Santo António |           | 00–30 |     |
| 1996-02-17 | Houston                    |           | 00–30 |     |
| 1996-07-23 | Orlando                    | OS        | 01–20 |     |
| 1997-10-30 | Chattanooga                |           | 01–30 |     |
| 1997-11-01 | Chattanooga                |           | 01–30 |     |
| 1998-01-18 | Guangzhou                  |           | 00–30 |     |
| 1998-03-21 | Quarteira                  |           | 01–30 |     |
| 1999-03-14 | Silves                     |           | 01–10 |     |
| 2000-01-10 | Melbourne                  |           | 00–00 |     |
| 2000-03-16 | Lagos                      |           | 00–10 |     |
| 2001-03-15 | Albufeira                  |           | 02–00 |     |
| 2002-03-01 | Albufeira                  |           | 01–10 |     |
| 2003-03-18 | Vila Real de Santo António |           | 01–10 |     |
| 2003-09-21 | Washington DC              | VM        | 01–30 |     |
| 2004-01-30 | Shenzhen                   |           | 00–30 |     |
| 2004-03-18 | Lagos                      |           | 03–10 |     |
| 2006-07-15 | Blaine                     |           | 02–30 |     |
| 2007-03-12 | Vila Real de Santo António |           | 02–30 |     |
| 2007-09-14 | Chengdu                    | VM        | 00–20 |     |
| 2008-07-05 | Skellefteå                 |           | 00–10 |     |
| 2009-03-11 | Faro/Loulé                 |           | 01–10 | 5–4 |
| 2010-03-01 | Ferreiras                  |           | 00–20 |     |
| 2010-07-13 | Omaha                      |           | 01–10 |     |
| 2010-07-17 | Hartford                   |           | 00–30 |     |
| 2011-01-21 | Chongqing                  |           | 02–10 |     |
| 2011-07-06 | Wolfsburg                  | VM        | 02–10 |     |
| 2011-11-20 | Phoenix                    |           | 01–10 |     |
| 2012-03-07 | Parchal                    |           | 00–40 |     |
| 2012-06-16 | Halmstad                   |           | 01–30 |     |
| 2013-03-11 | Lagos                      |           | 01–10 |     |
| 2014-03-07 | Albufeira                  |           | 01–00 |     |
| 2015-06-13 | Winnipeg                   | VM        | 00–00 |     |
| 2016-08-12 | Brasília                   | OS-kvart  | 01–10 | 5–4 |
| 2017-06-08 | Göteborg                   |           | 00–10 |     |
| 2019-06-20 | Le Havre                   | VM        | 00–20 |     |
| 2019-11-08 | Columbus                   |           | 02–30 |     |
| 2021-04-10 | Solna                      |           | 01–10 |     |
| 2021-07-21 | Tokyo                      | OS        | 03–00 |     |

| Wales      | Wales     | Wales     | Wales | Wales |
| Datum      | Spelort   | Turnering | Res   | Str   |
| ---------- | --------- | --------- | ----- | ----- |
| 1979-07-19 | Rimini    |           | 03–00 |       |
| 2010-03-31 | Broughton | VM-kval   | 04–00 |       |
| 2010-08-25 | Växjö     | VM-kval   | 05–10 |       |

| Österrike  | Österrike        | Österrike | Österrike | Österrike |
| Datum      | Spelort          | Turnering | Res       | Str       |
| ---------- | ---------------- | --------- | --------- | --------- |
| 2019-04-09 | Maria Enzersdorf |           | 02–00     |           |
| 2021-02-19 | Paola            |           | 06–10     |           |